# Município de Jefferson (condado de Adams, Ohio)
O município de Jefferson (em inglês: Jefferson Township) é um município localizado no condado de Adams no estado estadounidense de Ohio. No ano de 2010 tinha uma população de 1.046 habitantes e uma densidade populacional de 9,37 pessoas por km².

## Geografia
O município de Jefferson encontra-se localizado nas coordenadas 38° 47′ 25″ N, 83° 17′ 58″ O. Segundo a Departamento do Censo dos Estados Unidos, o município tem uma superfície total de 111.69 km², da qual 111,55 km² correspondem a terra firme e (0,13 %) 0,14 km² é água.

## Demografia
Segundo o censo de 2010, tinha 1.046 habitantes residindo no município de Jefferson. A densidade populacional era de 9,37 hab./km². Dos 1.046 habitantes, o município de Jefferson estava composto pelo 97,23 % brancos, o 0,48 % eram amerindios, o 0,19 % eram asiáticos, o 0,19 % eram de outras raças e o 1,91 % eram de uma mistura de raças. Do total da população o 1,34 % eram hispanos ou latinos de qualquer raça.